# Far Side Virtual
Far Side Virtual è un album in studio di James Ferraro pubblicato nel 2011.
L'album, che segnò una dipartita dalle pubblicazioni di drone music a bassa fedeltà che hanno caratterizzato le precedenti pubblicazioni di Ferraro, rievoca deliberatamente la musica "da ascensore" aziendale e i suoni emessi dai computer di vecchia data. Il musicista dichiarò di aver concepito il disco come una serie di suonerie per il cellulare da far scaricare ai suoi ascoltatori. L'album affronta temi quali l'iperrealtà, il consumismo, il retro-futurismo degli anni novanta, la pubblicità, la pop art e il kitsch musicale. La critica è concorde nel considerare Far Side Virtual un disco che offre un'immagine cupa e distopica del mondo moderno. Far Side Virtual viene anche citato come uno degli album che hanno contribuito maggiormente alla nascita della vaporwave, corrente musicale che condivide molte delle tematiche concettuali del disco.
L'album ha ricevuto giudizi generalmente positivi e molti critici hanno apprezzato maggiormente le tematiche affrontate dall'album rispetto alla qualità della musica in sé. L'album ha però avuto alcuni detrattori; in modo particolare, è stata oggetto di alcune critiche la scelta della rivista The Wire di inserirlo al primo posto nella classifica dei migliori album del 2011.

## Composizione e pubblicazione

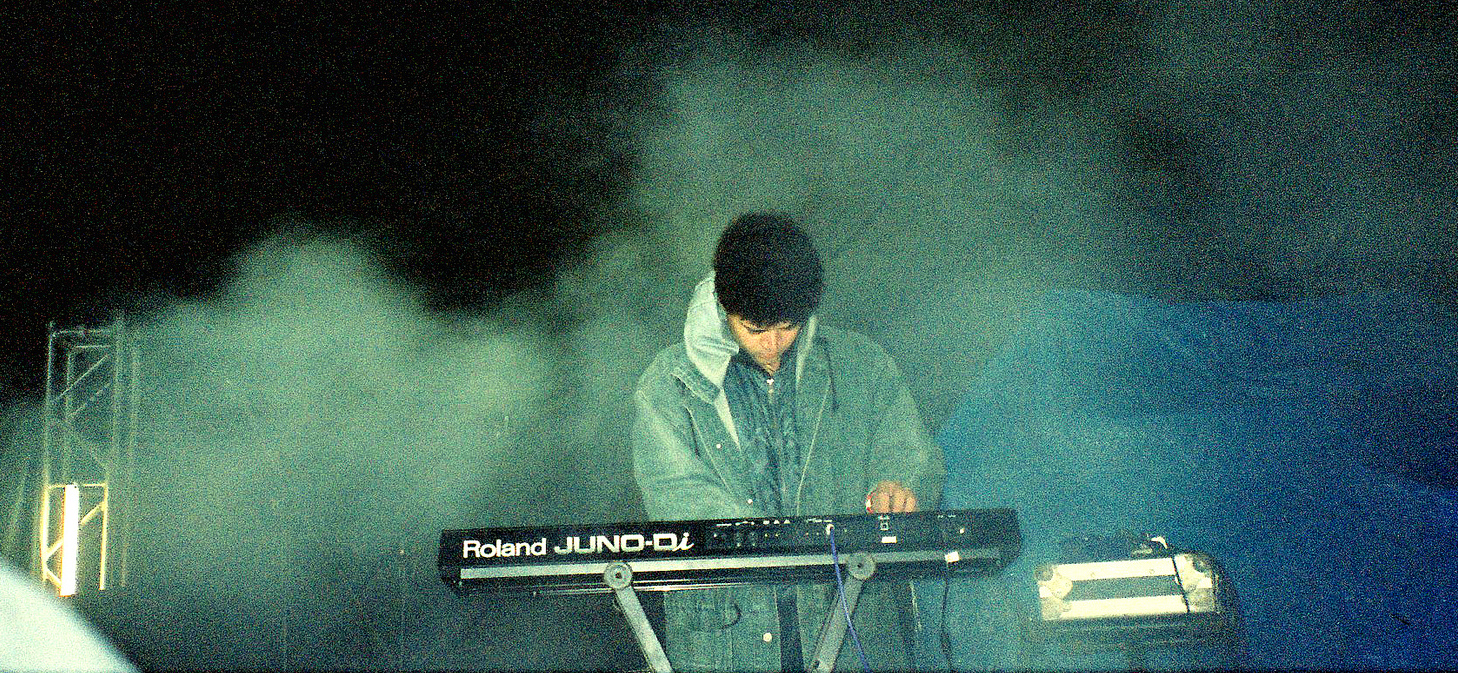
James Ferraro nel 2012

Ferraro compose i brani di Far Side Virtual con il software audio GarageBand della Apple, grazie al quale poté ricreare dei suoni digitali che egli definisce "da quattro soldi". L'album venne registrato utilizzando numerosi campionamenti "perversamente scontati" tra cui, ad esempio il suono di accesso della piattaforma Skype, voci sintetizzate, e suoni di sintetizzatori MIDI.
Far Side Virtual venne annunciato il maggio 2011 e si tratta del primo album di Ferraro pubblicato per l'etichetta Hippos in Tanks. Quando Ferraro annunciò l'uscita dell'album, egli riportò, ironicamente, che "tutti i proventi di Far Side Virtual serviranno a finanziare la mia plastica facciale. Il mio nuovo volto, modellato a immagine e somiglianza di Lady Diana, la regina satellite delle televisioni a circuito chiuso, sarà visibile durante i concerti del Far Side Virtual World Tour... Always Coca-Cola".
L'uscita dell'album venne anticipata da quella dei singoli Adventures in Green Foot Printing ed Earth Minutes.

## Concept
Ferraro dichiarò:

Originariamente i brani di Far Side Virtual furono concepiti come un set di suonerie da scaricare, ma che, allo stesso, esercitano lo stesso impatto di un album completo. Ebbe successivamente l'impressione che poche persone avrebbero voluto acquistare la musica di Far Side Virtual da usare come suoneria. Nel corso di un'intervista dichiarò:
 Stando a Ferraro, grazie agli ascoltatori che usano i brani di Far Side Virtual come suonerie, l'album diviene una vera e propria "installazione di performance art".
L'artista americano considera Far Side Virtual una "sinfonia gommosa e plastica sul riscaldamento globale dedicata al Pacific Trash Vortex". Stando a Ferraro, quella dell'album è "musica per suonerie da fruire con il mezzo post-strutturalista per eccellenza, lo smartphone". Ferraro l'ha spesso descritta come una natura morta musicale del 21º secolo che rispecchia perfettamente lo spirito del 2011, anno di pubblicazione dell'album.

Nel corso di un'intervista, il musicista spiegò l'origine del titolo dell'album:
Far Side Virtual è a detta di molti una satira sul consumismo del ventunesimo secolo. Tuttavia non tutti sono concordi con ciò, e non esiste alcuna testimonianza da parte di Ferraro a supporto di questa teoria. Amber Bravo di The Fader affermò che Far Side Virtual "sarebbe, agli occhi di molti, una critica culturale raccontata attraverso i sintetizzatori MIDI".

## Descrizione

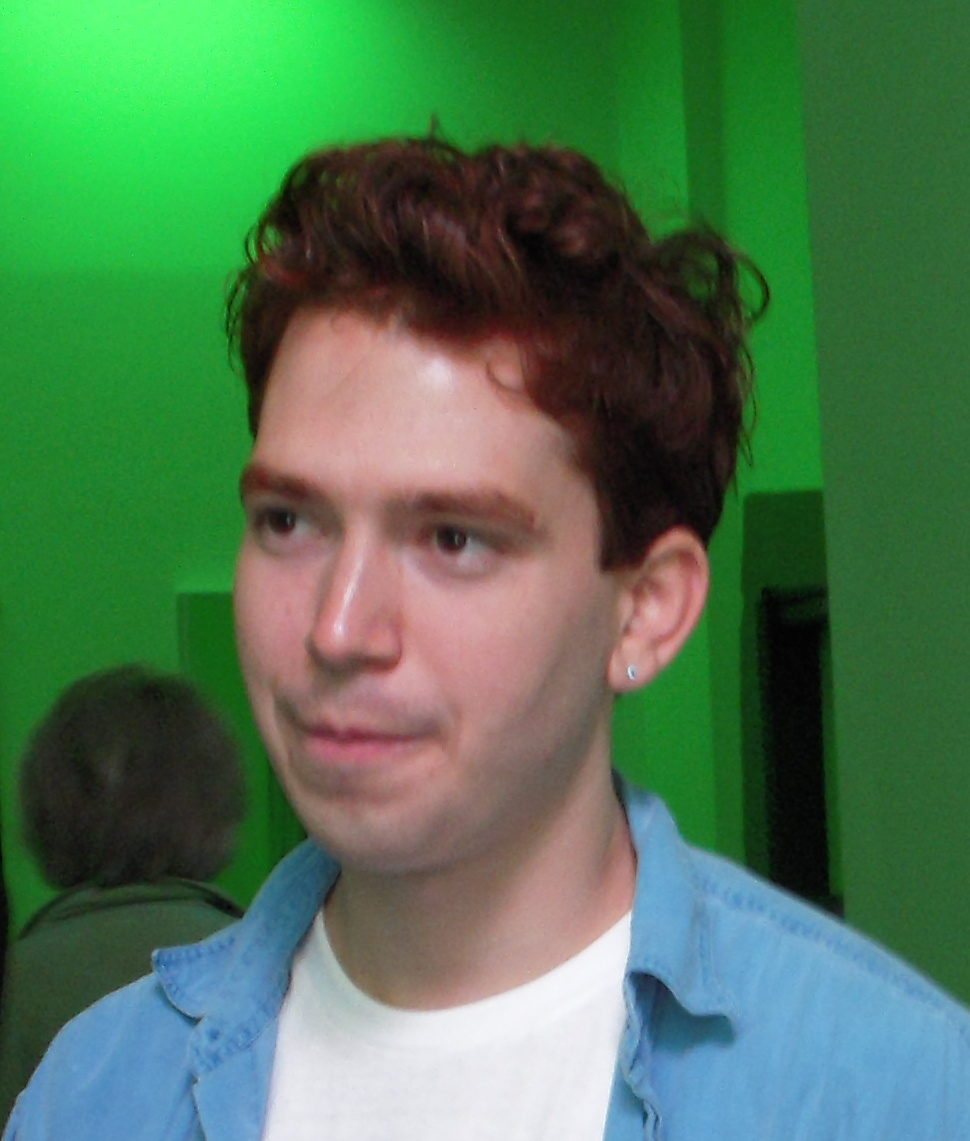
Ryan Decartin

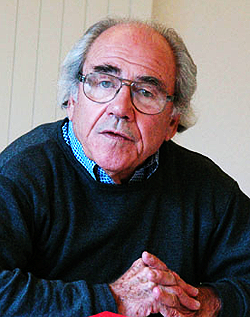
Jean Baudrillard

In questo album Ferraro re-immagina la forma e l'etica della musica noise, senza però adottare alcun riverbero o feedback come invece accade nei suoi primi album, abbracciando un tipo di muzak e musica d'atmosfera più pulito. Ciò viene sottolineato ad esempio da Luke Degan della rivista Fact secondo cui quello di Far Side Virtual è "noise dell'era digitale". Un altro scrittore di Fact di nome Miles Bowe sostiene che Far Side Virtual è un album di "easy listening nichilista" dove "non c'è alcuna distorsione, nessun fruscio riprodotto con i nastri, nessun evidente significante sotterraneo (...) tuttavia questo stile più pulito non inficia in alcun modo la potenza allucinatoria della musica di Ferraro (...) i brani vi incuteranno profondo terrore anche se rievocano la colonna sonora di una scadente commedia romantica con Melanie Griffith o un lato B dimenticato di Phil Collins". Un altro specialista affermò che, "sebbene l'album tratti il tema della distanza e dell'impermanenza, Ferraro lo registrò senza usare un solo fuzz a bassa fedeltà o nebbie sonore nostalgiche. Ferraro volle che l'album alludesse infatti a un certo tipo di musica brutta e inconsistente." Joseph Stannard di The Wire dichiarò che "i brani di Far Side Virtual hanno una valenza architettonica di forte impatto che ricorda Laurie Anderson, Philip Glass e i Rush".

Il critico musicale inglese Simon Reynolds affermò che, laddove i titoli delle tracce dell'album alludono al ventunesimo secolo, l'album ricorda dal punto di vista sonoro gli anni novanta, periodo di tempo storico che interessa tanto a Ferraro quanto ad altri suoi contemporanei come Oneohtrix Point Never. Reynolds scrisse che:

Andy Battaglia dichiarò che la musica di Far Side Virtual richiama tanto il mondo virtuale Second Life, un city-building game online in stile SimCity, quanto i lavori del regista sperimentale Ryan Trecartin. Adam Harper di Dummy lo definì un "pastiche di musica di cui ignoravi l'esistenza: musica promozionale di stampo tecno-capitalista per l'era del personal computer (...) Ogni traccia sembra il riflesso di un mondo ideale e massimalista ricolmo di opportunità a cui puoi accedere comodamente con due click davanti a uno schermo. Questa musica rievoca un'epoca in cui avevamo molta meno familiarità e mostravamo meno cinismo nei confronti della tecnologia dei mondi virtuali a cui oggi siamo invece abituati." Sempre secondo Harper:
  Luke Degnan di Bomb riporta che, nei suoi 45 minuti, "(Far Side Virtual) ricorda all'ascoltatore che questi suoni sono nati digitalmente e moriranno digitalmente. Questo è un album digitale per un'era digitale." Così come capita con i precedenti album di Ferraro Last American Hero (2008) e Night Dolls with Hairspray (2010) Far Side Virtual richiama, secondo le parole di un critico, "un'estetica dell'era pre-DVD, quella che incomincia con Reagan e termina con Clinton, ove pullulano la volgarità al neon e suoni deteriorati". Uno scrittore del blog musicale francese The Drone asserì che Far Side Virtual sarebbe un concept album ispirato ai temi dell'iperrealtà e del simulacro del teorico culturale postmoderno Jean Baudrillard. Secondo qualcuno, l'album sembra anche trattare il tema dell'interattività tra uomo e macchina. Karen Ka Ying Chan di Dummy paragona l'album a Condo Pets (2011), EP di Ferraro uscito poco tempo prima di Far Side Virtual e, stando ad essa, entrambe le uscite rispecchiano "il fascino trasmesso dal surreale stile di vita americano" secondo il punto di vista di Ferraro.

## Copertina
La copertina di Far Side Virtual mostra un paio di iPad sui cui schermi sono raffigurati dei disegni astratti. Uno di essi, quello più grande, è situato in primo piano ed è posizionato a mo' di testa sopra un abito da smoking. Lo sfondo è una fotografia a bassa risoluzione della Sesta Strada di Manhattan catturata da Google Street View.

## Accoglienza
| Recensione     | Giudizio |
| -------------- | -------- |
| Pitchfork      | 7.6      |
| Ondarock       | [ 37 ]   |
| Piero Scaruffi | [ 38 ]   |
| Metacritic     | 77/100   |
| Rumore         | [ 40 ]   |
| Spin           | [ 41 ]   |

Far Side Virtual fu oggetto di maggiore attenzione da parte della critica rispetto alle pubblicazioni precedenti di Ferraro e, pur inserendosi in alcune liste dedicate ai migliori album dell'anno, ricevette giudizi controversi. Il sito Metacritic riporta che Far Side Virtual avrebbe ottenuto "recensioni generalmente favorevoli" e gli assegna un punteggio medio pari a 77/100 basato sulla media di sette recensioni professionali diverse.
Stannard di The Wire recensì positivamente l'album e scrisse che "qualora Far Side Virtual altro non fosse che un'elaborata messinscena (e sospetto che Ferraro non sia contrario a farsi beffe del suo pubblico), Far Side Virtual potrebbe comunque rimanere il punto più alto raggiunto dopo una ricerca mandata avanti nel corso di varie pubblicazioni. Indipendentemente dal fatto che il suo creatore ci stia prendendo in giro, Far Side Virtual rimane pur sempre una convincente rievocazione del tempo del sogno digitale." Stefan Wharton di Tiny Mix Tapes sostiene che l'album sia una dichiarazione sui confini labili che intercorrono tra i consumatori e le loro tecnologie e cita come precedente la scrittura di Markus Giesler. Stando alle sue parole, "Far Side Virtual riesce a eccitare la memoria collettiva di quella generazione che è oggi tanto legata alle sue appendici tecnologiche". In una recensione di Pitchfork, Soderberg scrisse che, "queste tracce sembrano essere esattamente ciò che stanno parodiando, il che è audace e forse questo è ciò che Ferraro ha sempre voluto. (...) Ad un certo punto ti rendi conto che stai ascoltando 45 minuti di musica utilitaristica senza alcuno scopo. Qualcosa può essere utopico e distopico allo stesso tempo? Probabilmente. Forse è sempre stato così." Steve Shaw di Fact dichiarò che l'album è "un'esperienza di ascolto intensa e coinvolgente che è allo stesso tempo profondamente confortante e inquietante (...) probabilmente, è più un'opera d'arte che una raccolta di musica (...) Dal punto di vista compositivo, Far Side Virtual è davvero frenetico, niente è al sicuro dall'ingerenza di Ferraro, tutti gli elementi sonori sono completamente malleabili e alla mercé della sua eccentrica immaginazione". Spin diede all'album una valutazione pari a tre stelle e mezzo su cinque e riportò che "è un album brillante e lucido composto dai detriti digitali di tutti i giorni. Se sarete in grado di navigare in questa musica fatta di strazianti sitar sintetici, melodie che sembrano uscite dall'atrio di una banca, techno per il fitness in casa e break di batteria ripresi da chissà quale televendita, potrete scorgere e apprezzare la giocosità di Ferraro". Brandon Soderberg affermò che, concettualmente, l'album è "frustrante e mette in difficoltà la critica (...) Forse è bene non prendere in considerazione le recensioni negative perché, in tal caso, i giornalisti che le hanno scritte non sono riusciti a capire ciò che Ferraro ci vuole comunicare". Il musicista elettronico Dan Deacon apprezzò molto Far Side Virtual perché registrato utilizzando suoni MIDI non alterati in alcun modo.
Far Side Virtual appare in diversi elenchi dedicati alle migliori pubblicazioni del 2011. In un trafiletto di fine anno di Tiny Mix Tapes sulla nostalgia nella musica pop, Jonathan Dean scrisse che "potresti voler scagliare Far Side Virtual contro una parete per il forte senso di insipidezza e di kitsch che trasmette, ma, che piaccia o no, riesce comunque nel suo tentativo di rivoltare il pop contro se stesso. Far Side Virtual è un album progressista. Il suo concettualismo puro e audace si distingue in un anno dominato dalla 'sterilità febbrile' propria dei microgeneri della generazione post-Internet e da certa musica postmoderna che si è addentrata in un circolo vizioso senza fine." Il critico musicale Jonah Weiner definisce Far Side Virtual "insipido in modo antagonistico, alienante e meraviglioso" in un articolo di fine anno sul tema delle canzoni di protesta. Fact riportò che Far Side Virtual è una delle migliori uscite della Hippos in Tanks. Tiny Mix Tapes nominò Far Side Virtual ventunesimo miglior album dell'anno, definendolo "iperreale... frivolo... stranamente familiare e spaventosamente confortevole: queste architetture pop si avvicinano molto al "carillon sintetico" de Il mondo nuovo di Aldous Huxley." Fact lo nominò sesto miglior album dell'anno. La recensione lo ritiene "l'album più bello e accessibile finora uscito di Ferraro. Egli è in grado di trasformare i detriti e la spazzatura della cultura di massa statunitense in oro - o, in ogni caso, qualcosa che fa rivoltare lo stomaco, in qualcosa di psichedelico e inquietante ma a suo modo celebrativo." Dummy ha nominato l'album uno dei suoi "12 album per il 2011", e Ruth Saxelby ha concluso che Ferraro "non celebra né critica il regno di internet, ma semplicemente lo osserva con profondo fascino. L'album riflette l'ambiguità della cultura del consumo nell'era digitale strizzando l'occhio a Andy Warhol e alle animazioni della Pixar."  L'album è stato posizionato al numero 316 di The Village Voice Pazz & Sondaggio Jop, con i voti di quattro critici.
Far Side Virtual venne piazzato al primissimo posto della casistica di The Wire dedicata alle cinquanta migliori pubblicazioni del 2011. Questa scelta non venne condivisa da numerosi specialisti. Il caporedattore di The Wire Tony Herrington dichiarò che solo sette dei 60 elettori avevano inserito Far Side Virtual nelle loro liste e nessuno di loro lo avrebbe considerato il migliore. Nonostante ciò, Herrington affermò che la scelta sarebbe comunque stata "assolutamente appropriata" in quanto "la mole di musica prodotta a causa della tecnologia digitale nel 2011 ha reso davvero impossibile trovare un consenso (...) o vi fate incantare dall'audacia del concept dell'album, che è in grado di catturare lo spirito che si può vivere all'interno di un'azienda dell'attuale era capitalista, o pensi che possa trattarsi del peggior disco di Dave Grusin."

## Influenza culturale
Far Side Virtual viene considerata una delle pubblicazioni più influenti della vaporwave: un genere nato e spopolato via Internet che, ispirandosi a certa musica d'ascensore elettronica datata, rievoca certe atmosfere aziendali con fare ambiguo e ironico.

## Formazione
- James Ferraro – strumentazione elettronica

## Tracce
1. Linden Dollars – 1:57
2. Global Lunch – 2:13
3. Dubai Dream Tone – 1:49
4. Sim – 2:53
5. Bags – 3:25
6. PIXARnia and the Future of Norman Rockwell – 1:44
7. Palm Trees, Wi-Fi and Dream Sushi – 2:39
8. Fro Yo and Cellular Bits – 2:19
9. Google Poesies – 3:51
10. Starbucks, Dr. Seussism, and While Your Mac Is Sleeping – 2:25
11. Adventures in Green Foot Printing – 3:28
12. Dream On – 3:07
13. Earth Minutes – 4:17
14. Tomorrow's Baby of the Year – 1:49
15. Condo Pets – 3:31
16. Solar Panel Smile – 4:08